# Cosmochthonius ugamaensis
Cosmochthonius ugamaensis är en kvalsterart som beskrevs av Gordeeva 1980. Cosmochthonius ugamaensis ingår i släktet Cosmochthonius och familjen Cosmochthoniidae. Inga underarter finns listade i Catalogue of Life.